# Oberschlesien im Bild
Oberschlesien im Bild war eine illustrierte Beilage der Zeitung Der oberschlesische Wanderer in deutscher Sprache.
Oberschlesien im Bild erschien wöchentlich vom 15. Februar 1924 bis zum 25. Juni 1936 und hatte in der Regel acht Seiten. Herausgeber der Zeitschrift war die Neumanns Stadtbuchdruckerei, Verlagsort war Gleiwitz. Verantwortlicher Schriftleiter war Alfons Hayduk aus Hindenburg.
Zum regelmäßigen Inhalt gehörte eine Karikatur auf Seite 7, Beiträge zur Heimatkunde Oberschlesiens, aktuelle Neuigkeiten und Nachrichten zum Thema Sport in Oberschlesien. In der Regel berichtete die Zeitschrift über Orte in Westoberschlesien mit Hauptaugenmerk auf Gleiwitz, Beuthen und Hindenburg, gelegentlich aber auch aus Ostoberschlesien.
Die Ausgaben von Oberschlesien im Bild wurden digitalisiert und lassen sich heute in der Schlesischen Digitalen Bibliothek und in der digitalen Bibliothek der Staatsbibliothek zu Berlin einsehen.